# Facheiroa
Facheiroa (лат.) — небольшой род суккулентных растений семейства Кактусовые (Cactaceae). На 2023 год включает 4 вида.

## Название
Родовое латинское научное название Facheiroa происходит от бразильского народного названия, используемого для обозначения многих столбчатых кактусов. Название произошло от португальского слова facheiro, что означает факел или несущий факел.

## Описание
Род Facheiroa представляет собой группу кустарниковидных или древовидных кактусов, которые характеризуются густоветвистым ростом и коротким стволом. Их стебли цилиндрические и восходящие, а на них располагаются многочисленные (от 12 до 25) низкие и узкие ребра. Ареолы расположены близко друг к другу, а колючки на них переменные, в основном игольчатые.
На репродуктивных взрослых ветвях Facheiroa появляется боковой цефалий, за исключением у Facheiroa squamosa, который не имеет цефалия. Цефалий является местом появления цветков. Цветки имеют трубчатую форму с короткой цветочной трубкой и могут быть от розовато-белых до зеленовато-белых. Опыляются цветки летучими мышами.
Плоды Facheiroa имеют шаровидную форму и являются полупрозрачными, мясистыми и с сочной мякотью. Семена, которые в зависимости от вида могут быть бугорчатыми или почти гладкими. Расселение растений этого рода происходит благодаря летучим мышам, которые распространяют семена путем переноса их в своих когтях. Этот тип расселения называется хироптерофильным.

## Распространение
Эндемичный для Бразилии, представители рода встречаются на Северо-Востоке страны — Баия, Пернамбуку, Пиауи и Юго-Востоке — Минас-Жерайс.
Растения произрастают в горах на высоте от 370 м до более 1000 м над уровнем моря.

## Таксономия
Facheiroa Britton & Rose, первое упоминание в Cact. 2: 173 (1920).

### Синонимы
Гетеротипные (основанные на разных номенклатурных типах):
- Zehntnerella Britton & Rose (1920)

### Виды
Подтвержденные виды по данным сайта Plants of the World Online на 2023 год:
- Facheiroa braunii Esteves
- Facheiroa cephaliomelana Buining & Brederoo
- Facheiroa squamosa (Gürke) P.J.Braun & Esteves
- Facheiroa ulei (K.Schum.) Werderm.typus

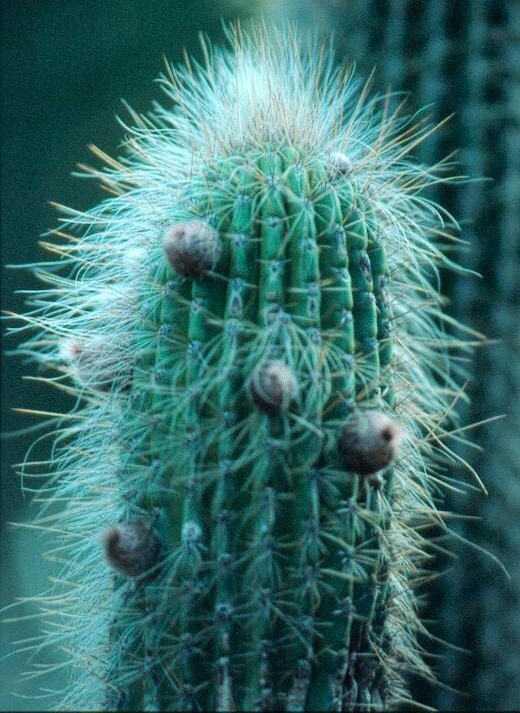
Facheiroa braunii
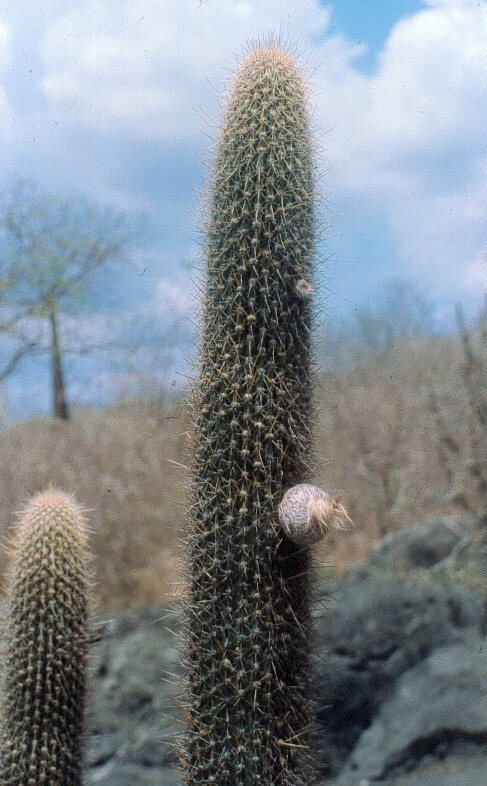
Facheiroa cephaliomelana
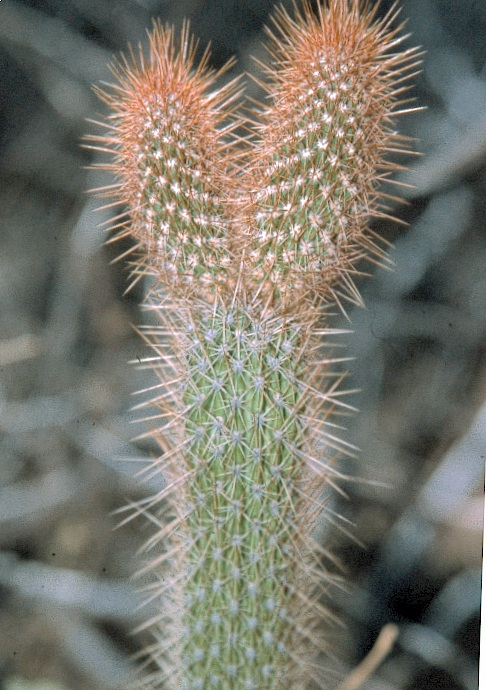
Facheiroa squamosa
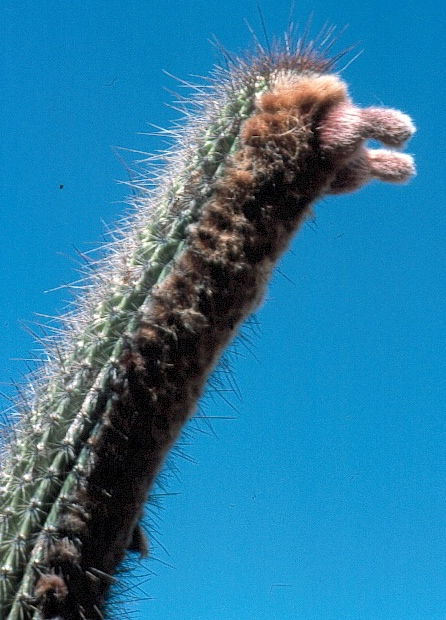
Facheiroa ulei